# Soko G-4 Super Galeb
Soko G-4 Super Galeb (Super Racek), také značený jako N-62, je jugoslávský jednomotorový, pokročilý proudový cvičný a lehký bojový letoun. Byl navržen Leteckým technickým institutem ve městě Žarkovo a vyráběn továrnou SOKO ve městě Mostar jako náhrada za stroje Soko G-2 Galeb v rámci jugoslávského letectva. Výroba se rozeběhla v roce 1984 a pokračovala až do rozpadu Jugoslávie v roce 1991. Celkem bylo postaveno 85 letounů, z nichž bylo šest vyvezeno do Barmy.
Během války v Jugoslávii prováděly letouny G-4 útoky na pozemní cíle, přičemž čtyři padly za oběť protivzdušné obraně. V roce 1992 byly zbývající stroje přesunuty do Srbska a Černé Hory, kde vstoupily do služby v letectvu nástupnické SR Jugoslávie. Jeden G-4 byl přenechán letectvu Republiky srbské.

## Uživatelé

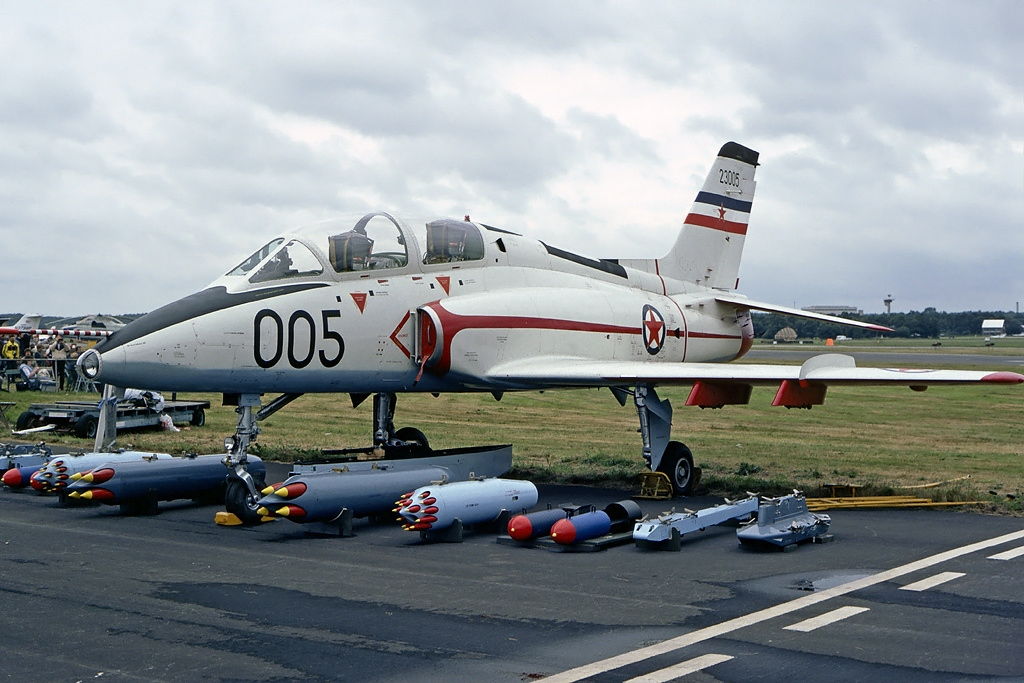
Jugoslávský G-4 (sériové číslo 23005) ve Farnborough v roce 1984.

- Myanmar (Barma): Letectvo používá 4 stroje G-4.[2]
- Srbsko: Srbské letectvo a protivzdušná obrana využívá 20 letounů G-4

### Bývalí
- Bosna a Hercegovina: letectvo zdědilo 1 letoun G-4 z Republiky srbské.[2]
- Černá Hora: černohorské letectvo zdědilo 17 letadel. 4 z nich byly zavedeny do služby, ale následně uvedeny na prodej. 6 letadel přešlo do Srbska, zatímco 7 bylo prodáno do soukromého vlastnictví.[3][4]
- Jugoslávie: Jugoslávské letectvo používalo 77 letadel G-4.

## Specifikace (G-4M)

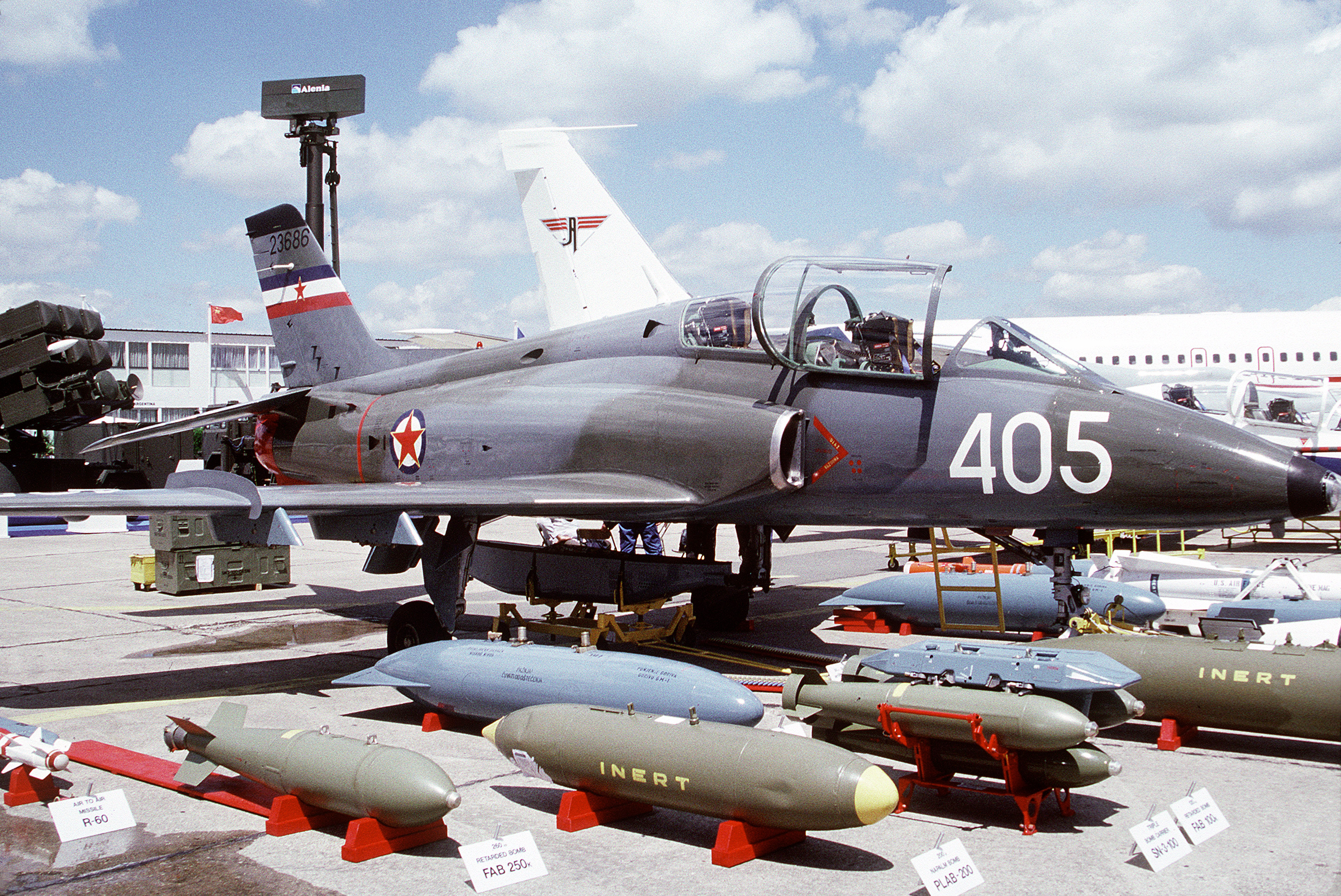
G-4 Super Galeb jugoslávského letectva vystavený na pařížském salonu v roce 1991.

### Technické údaje
- Posádka: 2
- Délka: 12,25 m
- Rozpětí: 9,88 m
- Výška: 4,30 m
- Nosná plocha: 19,5 m²
- Hmotnost prázdného letadla: 3 250 kg
- Maximální vzletová hmotnost: 6 330 kg
- Kapacita paliva: 1 882 kg
- Pohonná jednotka: 1 × proudový motor Rolls-Royce Viper 632-46 o tahu 17,8 kN

### Výkony
- Maximální rychlost: 920 km/h
- Cestovní rychlost: 550 km/h
- Pádová rychlost: 180 km/h
- Dolet: 1 900 km
- Přeletový dolet: 2 500 km s maximální zásobou paliva, vč. přídavných nádrží
- Dostup: 12 850 m
- Počáteční stoupavost: 31 m/s

### Výzbroj
- 1× 23mm kanon GŠ-23
- 2 × vnitřní závěs s kapacitou 350 kg
- 2 × vnější závěs s kapacitou 250 kg
- 2 × centrální závěs s kapacitou 400 kg (G-4M)
- 2 × kolejnice pro rakety na koncích křídel (G-4M)